# Перистери
Перистери (грч. Περιστέρι Peristeri) је шесто по величини насеље у Грчкој и највеће предграђе главног града Атине. Перистери припада округу Западна Атина у оквиру периферије Атика.

## Положај
Перистери се налази западно од управних граница Атине. Удаљеност између средишта ова два насеља је свега 5 км.

## Становништво
Кретање броја становника у општини по пописима:
| 1991.   | 2001.   | 2011.   |
| ------- | ------- | ------- |
| 137.288 | 137.918 | 139.981 |